# Girvan (distillerie)
Girvan est une distillerie de whisky située à Girvan, dans le South Ayrshire en Écosse.

## Historique
La distillerie Girvan fut érigée en 1963 dans la commune de même nom, sur le terrain d'une ancienne fabrique de munitions de la Seconde Guerre mondiale. Avant cette date, William Grant & Sons, les fondateurs et propriétaires de Glenfiddich et Balvenie, avaient étendu leur domaine d'activité à la fabrication de blends. Mais un litige les opposa à Distillers Company Ltd. qui contrôlait une grande partie de la production de whisky de grain nécessaire à l'élaboration des blends. C'est ce qui avait décidé William Grant & Sons de produire leur propre whisky de grain. Girvan fait aujourd'hui partie des plus grandes distilleries du pays.

### Ladyburn
En 1966, William Grant & Sons ont inauguré une distillerie, appelée Ladyburn, destinée à la production de whisky de malt sur le terrain de la distillerie Girvan. Il s'agissait d'une distillerie expérimentale qui devait produire du malt destiné à servir de composant à des blends. Mais la production fut stoppée dès 1975 afin de permettre l'agrandissement de la distillerie Girvan. Les bâtiments ont été démolis en 1976.

## Production
L'eau nécessaire à la production de Girvan provient du Penwapple reservoir. La distillation s'effectue dans un coffey still et un continuous still.
La distillerie Ladyburn utilisait également de l'eau du Penwapple reservoir et la distillation s'effectuait dans deux wash stills et deux spirit stills.

## Embouteillage
L'essentiel du whisky de grain de Girvan est destiné à l'élaboration de blends. Depuis 1995, un whisky single grain est embouteillé sous le nom de Black Barrel.